# Microchilo javaiensis
Microchilo javaiensis là một loài bướm đêm trong họ Crambidae.